# Жак Маркетт
Жак Маркетт (фр. Jacques Marquette; 10 червня 1637, Лан — 18 травня 1675) — французький єзуїт, першопроходець і дослідник Північної Америки (Великі озера, басейн річки Міссісіпі), а також засновник ряду місіонерських постів в США і Канаді, з яких згодом розвинулися сучасні великі міста Чикаго та Су-Сент-Марі. Народився 10 червня 1637 р. в місті Лан, департамент Ена, регіон Пікардія на півночі Франції; помер 18 травня 1675 р. в лісах Північної Америки.

## Дослідницька діяльність
У 1666 р. він вирушив у міста Квебек та Труа-Рів'єр з метою вивчення індіанської мови і звернути в християнство індіанців Квебека, а потім всієї Нової Франції. Незабаром він також почав досліджувати великі невідомі простори на південь від Великих озер. У 1668 році Жак і батько Клод Даблон заснували місіонерський пост Су-Сент-Марі біля північного берега Великих озер.
4 грудня 1674 р. під час зимівлі у південно-західній частині озера Мічиган Жак заснував невеликий місіонерський пост, на місці якого згодом виросло американське місто Чикаго, третій за кількістю жителів і другий за фінансово-економічним значенням мегаполіс в сучасних США. До речі, назва Чикаго походить від слова «шікааква», що мовою місцевих індіанців Іллінойсу означає «дика цибуля» (різанець). Статус міста Чикаго отримав тільки через 163 роки після заснування — в 1837 р.

## Долина Міссісіпі

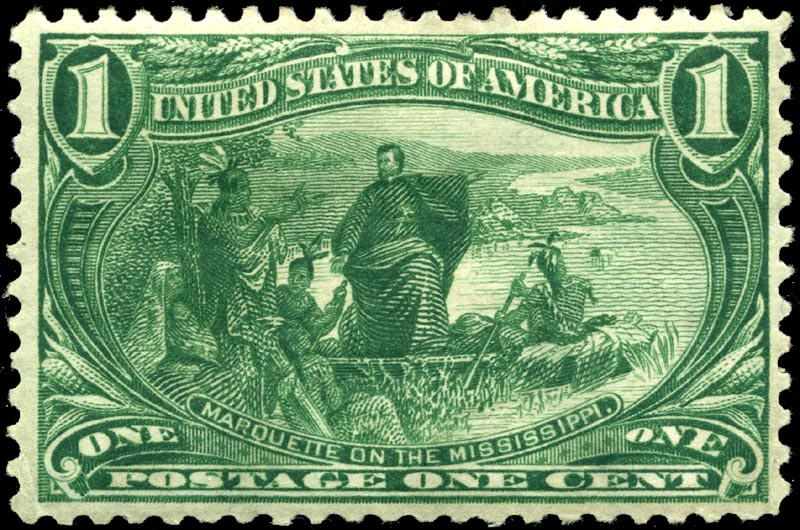
Одноцентова поштова марка США на честь Маркетта (1898 рік)

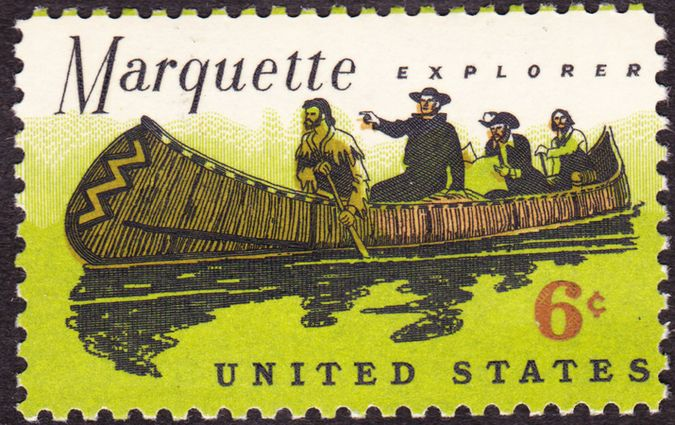
Поштова марка на честь 300-річчя з дня народження Маркетта (США, 1968 рік)

Бажаючи здійснити нові відкриття, в 1673—1675 роках скупник хутра Луї Жольє і Жак Маркетт з маленьким загоном з п'яти помічників пройшли на каное понад 4 000 км по річках і озерах так званого Середнього Заходу. Таким чином, французи першими встановили, що річки, що беруть початок на захід від Великих озер, так само як і сама Міссісіпі, впадають не в Тихий океан, а до Мексиканської затоки Атлантичного океану. Пройшовши по річці Міссісіпі, вони офіційно закріпили за цією річкою її індіанську назву, що буквально означає «Велика вода». На досліджених Жаком Маркеттом територіях в XVII—XIX століттях розкинулася Нова Франція.